# Kaiser Alexander Garde-Grenadier-Regiment Nr. 1

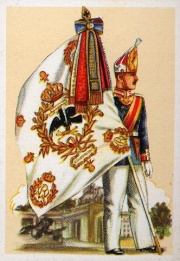
Fahne des I. Bataillons

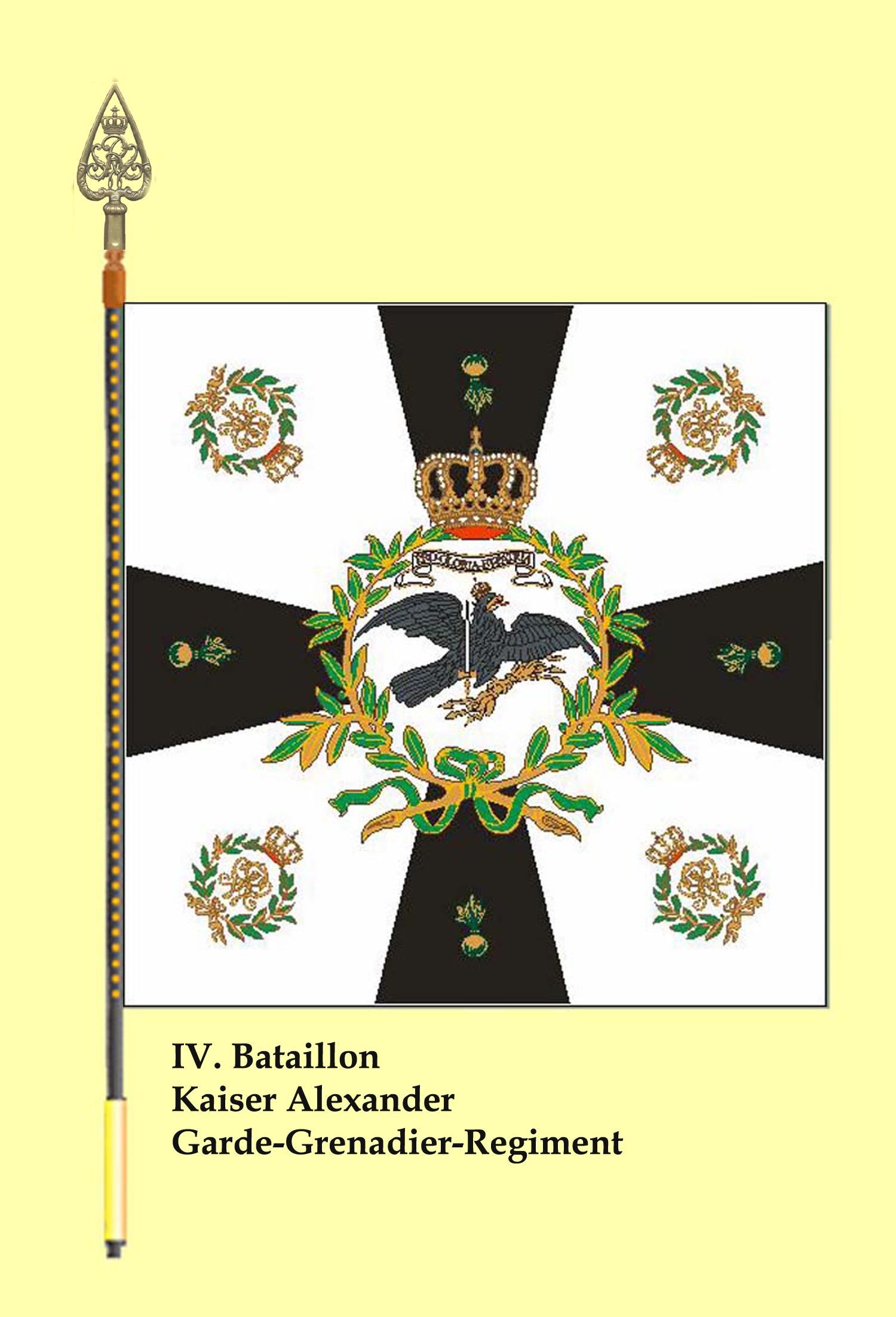
Fahne des IV. (Halb-)Bataillons

Das Kaiser Alexander Garde-Grenadier-Regiment Nr. 1 (auch Alexandriner bzw. Alexander-Regiment) in Berlin gehörte zu den Regimentern mit der ältesten Tradition der Preußischen Armee. Diese Tradition reichte vom 1. Mai 1626, als Kurfürst Georg Wilhelm von Brandenburg das 3.000 Mann starke Vorgängerregiment des Obristen Hillebrand von Kracht errichtete, bis zum 8. Mai 1945, als mit der bedingungslosen Kapitulation der Wehrmacht auch das Traditionsregiment der Alexandriner, das Grenadierregiment 67 „Generaloberst von Seeckt“, aufgelöst wurde.

## Geschichte

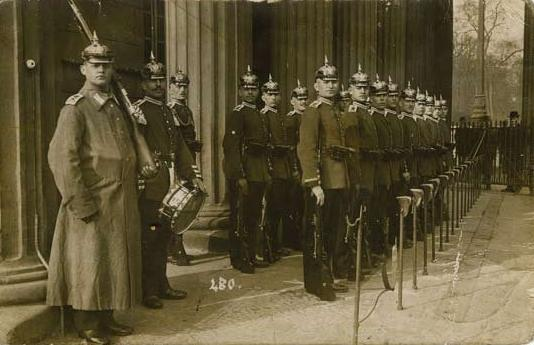
Wache am Brandenburger Tor (Nordseite des südlichen Torhauses)

Am 14. Oktober 1814 (Stiftungstag) erging durch König Friedrich Wilhelm III. von Preußen eine Kabinettsorder, zwei Grenadierregimenter zu bilden. Eines davon war das Alexander-Regiment, das sich aus dem Leib-Grenadier-Bataillon des 1. Brandenburgischen Infanterie-Regiments sowie dem 1. und 2. Ostpreußischen Grenadier-Bataillon formierte. Bei der Neubildung der Preußischen Armee nach den Freiheitskriegen fanden nur Stämme und Formationen der alten Armee Verwendung, die sich 1806 gut geführt und in den Freiheitskriegen bewährt hatten. Das I. Bataillon wurde aus dem von der Belagerung Kolbergs 1807 bekannten Waldenfels-Bataillon gebildet, das II. und III. aus den ältesten Regimentern der Brandenburgisch/Preußischen Armee. Regimentschef wurde der russische Kaiser Alexander I. Daher führte der Verband ab dem 19. Oktober 1814 die Bezeichnung „Grenadier-Regiment Kaiser Alexander“. Ab dem 27. November 1819 hieß es „Kaiser Alexander Grenadier-Regiment“. Die Liste der Offiziere vom Oktober 1814 umfasst 59 Namen, darunter 14 bürgerliche. 40 Offiziere, darunter fast alle bürgerlichen, trugen das Eiserne Kreuz 2. Klasse, drei die 1. Klasse und fünf den Orden Pour le Mérite. Am 18. Februar 1820 erhielt das Regiment den Garde-Rang. Die letzte Namensänderung erfolgte am 14. Juli 1860 in „Kaiser Alexander Garde-Grenadier-Regiment Nr. 1“.

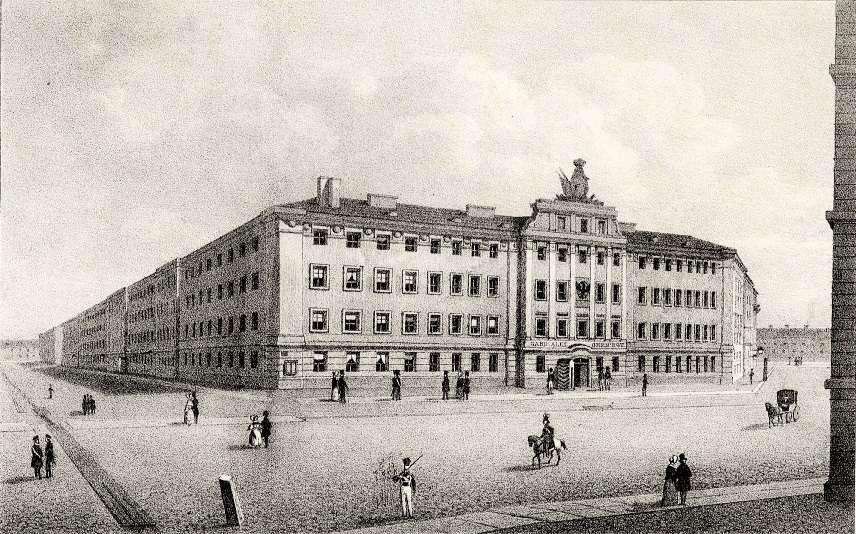
Kaserne des Kaiser Alexander Grenadier Regiments in der Alexanderstraße im Jahr 1840

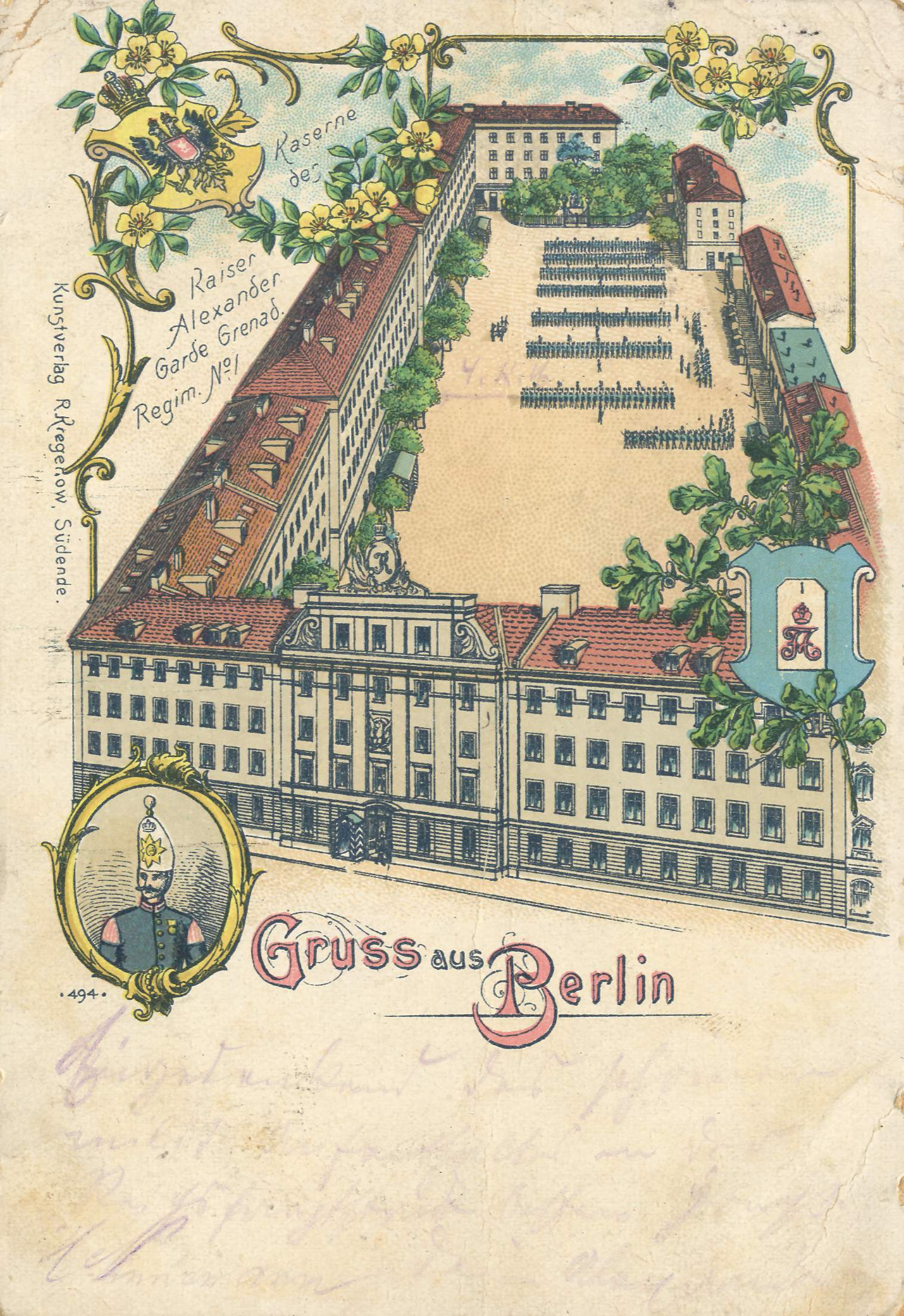
Postkarte der Kaserne (1899)

Das Regiment garnisonierte die gesamte Zeit seines Bestehens in Berlin. Seine Kaserne befand sich zunächst in der bereits vor 1772 errichteten Artilleriekaserne in der Alexanderstraße 56 nahe dem Alexanderplatz. Aus dem Jahr 1848 wird berichtet, dass die Angehörigen des Füsilierbataillons in Privatquartieren in der Nähe der Kaserne untergebracht waren. Da das alte Kasernengebäude bereits im 19. Jahrhundert nicht mehr ausreichte und die Einheiten des Regiments auf andere Standorte in Berlin verteilt werden mussten, wurde die Artilleriekaserne am Kupfergraben, 1773 von Johann Boumann errichtet, abgerissen und von 1898 bis 1901 unter der Leitung von Baurat Wieczorek und Regierungsbaumeister Julius Boethke beiderseits der neu angelegten Prinz-Friedrich-Karl-Straße (heute Geschwister-Scholl-Straße), am Weidendamm und am Kupfergraben Neubauten errichtet, die von Teilen des Regiments bezogen wurden. Die alte Kaserne in der Alexanderstraße blieb weiterer Standort bis 1919.
Die Nationale Volksarmee der DDR benannte den Kasernenkomplex nach Friedrich Engels, der seinen Wehrdienst als Einjährig-Freiwilliger 1841 bei der Garde-Artillerie-Brigade Am Weidendamm 1–3 abgeleistet hatte. Dort befand sich bis 1990 das Wachregiment der NVA. Heute ist der Kasernenkomplex teilweise Bestandteil der sogenannten Museumshöfe des Deutschen Historischen Museums (DHM) und der Staatlichen Museen Berlin – Preußischer Kulturbesitz. Weitere Gebäude werden von der Humboldt-Universität zu Berlin genutzt. Der im Volksmund als „Alter Exer“ bezeichnete Exerzierplatz des Alexander-Regiments befand sich an der Schönhauser Allee im Berliner Stadtteil Prenzlauer Berg, dort trug Hertha BSC bis 1905 seine ersten Spiele aus. Heute befindet sich hier der Friedrich-Ludwig-Jahn-Sportpark.
Der erste Wachaufzug mit klingendem Spiel überhaupt vor der Schinkelschen „Neuen Wache“ erfolgte am 18. September 1818 anlässlich des Besuchs des Regimentschefs, Zar Alexander von Russland, durch das Alexander-Regiment.

### Deutsche Revolution 1848/49
Bei den Straßenkämpfen während der Märzrevolution in Berlin fielen ein Premierleutnant und drei Grenadiere. Ob und wie viele Berliner Bürger dem bewaffneten Einschreiten des Regiments zum Opfer fielen, ist nicht bekannt. Das Füsilier-Bataillon nahm während der Kämpfe in Dänemark am 23. April 1848 am Gefecht bei Schleswig teil. Dabei kamen zwei Leutnants und drei Füsiliere ums Leben. Vom 5. bis 9. Mai 1849 war das Regiment (I. Bataillon und Füsilier-Bataillon) in Dresden im Straßenkampf eingesetzt. Zwei Leutnants sowie zwei Füsiliere fielen. Auch hier gibt es keine Zahlen über die Toten und Verwundeten unter der Zivilbevölkerung. Die Alexandriner konnten eine Kanone der Aufständischen erobern, die später ein Denkmal zur Erinnerung der Gefallenen des Regiments bei den Dresdner Straßenkämpfen im Garten des Offizierskasinos zierte.

### Deutscher Krieg 1866

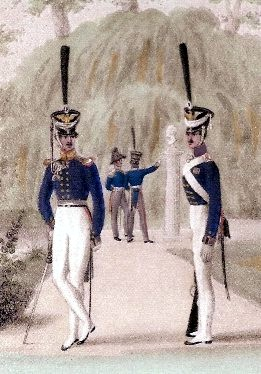
Offizier und Grenadier 1824

Während des Krieges gegen Österreich nahm das Regiment am 28. Juni am Gefecht bei Soor sowie am 3. Juli 1866 an der Schlacht bei Königgrätz teil. Bei Königgrätz standen die Alexandriner dem österreichischen Infanterie-Regiment Kaiser Alexander von Rußland Nr. 2 gegenüber. Grenadier Plitzko vom Brigade-Regiment „Elisabeth“ eroberte die Fahne des 2. österreichischen Bataillons. Die Fahne kam später nach Potsdam in die Garnisonkirche. Die Verluste in diesem Feldzug waren verhältnismäßig gering, mit einem Unteroffizier und sieben Mann.

### Deutsch-Französischer Krieg1870/71
Am Tage von St. Privat, dem 18. August 1870, wurden 13 Offiziere getötet und 14 verwundet, darunter zwei Bataillonskommandeure. Die Mannschaften erlitten Ausfälle von 820 Mann an Gefallenen und Verletzten. An diesem Tage fiel auch der älteste Kriegsfreiwillige dieses Krieges. Der Unteroffizier Christian Raspe, 10. Kompanie, ein 53-jähriger Gastwirt, geboren im Kreis Mansfeld, der bereits 1837 im Regiment gedient hatte und 1848 als Halbinvalide ausgeschieden war, hatte sich bei der Mobilmachung erneut gemeldet. Er machte den Einmarsch in Frankreich zu Fuß mit, musste aber später aufgrund wunder Füße auf dem Kompaniekarren gefahren werden. Am Tag der Schlacht bestand er darauf mitzukämpfen und fiel durch einen Schuss in die Brust.
Weitere gefallene Offiziere hatte das Regiment im Verlauf dieses Krieges nicht zu verzeichnen; die Anzahl der gefallenen Unteroffiziere und Mannschaften ist nicht bekannt.

Hoboist Franz Rümpler, 1. Kompanie

Das Regiment war in zentraler Rolle der Eroberung bei Le Bourget am 30. Oktober 1870 beteiligt. Ein Bild stellt den Kommandeur der 2. Garde-Infanterie-Division, Generalmajor Rudolph Otto von Budritzki (vorher Kommandeur der Alexandriner) mit der Fahne des II. Bataillons des Regiments „Elisabeth“ dar, die er dem fallenden Fahnenträger beim Sturmangriff entrissen hatte. In diesem Angriff entschied ein 23-jähriger Sekondeleutnant an der Spitze der 8. Kompanie den Kampf um den Bahnhof. Bereits für St. Privat mit dem Eisernen Kreuz 2. Klasse ausgezeichnet, wurde ihm das Kreuz 1. Klasse verliehen. Beim Siegeseinzug in Berlin wurde ihm die Ehre zuteil, vor allen Gardetruppen an der Spitze der 89 eroberten französischen Fahnen zu marschieren und diese am Reiterdenkmal König Friedrich Wilhelms III., das an diesem Tag enthüllt wurde, niederzulegen. Beim Kampf um die Gasfabrik stürmte der Tambour der 7. Kompanie, Friedrich Wilhelm Bümsen, zum Sturm trommelnd nach vorn zu seinem Kompaniechef. Als das Trommelfell platzt, drehte er die Trommel um und schlug weiter. Er war als einer der ersten im Hof der Gasfabrik. Als Tambour von „Le Bourget“ wurde er in Gedichten verewigt. Der Figaro kaufte die Geschichte von der Zeitschrift Daheim und brachte das Bild des Tambours auf der ersten Seite.
Weitere Teilnahme an Gefechten:
- 18. August Gravelotte-St. Privat
- 01. September Sedan
- 19. September 1870 – 29. Januar 1871 Einschließung und Belagerung von Paris
- 23. September Schlacht bei Le Bourget (5. Kompanie)
- 30. Oktober Le Bourget (I. und II. Bataillon)
- 21. Dezember Le Bourget (I. Bataillon und Füsilier-Bataillon)
- 15. Januar 1871 Le Bourget (I. Bataillon und Füsilier-Bataillon)
- 15. Januar 1871 Drancy (10. und 11. Kompanie)

Kaiser Wilhelm II. schreitet mit dem Kronprinzen und seinem Gefolge Unter den Linden (im Hintergrund das Stadtschloss) die Front des Regiments ab

### Erster Weltkrieg
Die Teilnahme am Ersten Weltkrieg erfolgte im Rahmen der 2. Garde-Infanterie-Division. Während dieses Krieges fielen vier von sechs Majoren und elf von 16 Hauptleuten; einer verstarb in britischer Kriegsgefangenschaft. Die Reserveoffiziere des Regiments rekrutierten sich überwiegend aus Kaufleuten, Lehrern, Architekten und Juristen und waren durchweg bürgerlich.
Es sind insgesamt 3.728 Angehörige des Regiments im Ersten Weltkrieg gefallen, davon 167 Offiziere (51 bei anderen Truppenteilen) und 3.561 Unteroffiziere und Mannschaften. Die Friedensstärke des Regiments betrug 2.058 Mann.

#### Gefechtskalender

##### 1914
- Vormarsch an die Marne, Gefecht bei Auvelais und Saint-Quentin im August
- Marne-Schlacht, Abwehrkämpfe bei Reims im September
- Arras, Hébuterne im Oktober bis Januar 1915

##### 1915
- Ruhe bei Douai Januar/Februar
- Sommecourt und Hébuterne Februar bis März
- Ruhe im Elsass im April
- Schlacht bei Tarnow Anfang Mai
- Jaroslau Mai bis Juni
- Tuchla und Grodek-Stellung, Lemberg im Juni
- Schlacht bei Zamość und Krasnostaw im Juli
- Chełm, Lublin, Parczew, Lesna Podlaska Ende Juli und August
- Herbstschlacht bei La Bassée und Arras im September bis Mitte Oktober
- Stellung bei Roye Oktober 1915 bis August 1916

##### 1916
- Fouquescourt August
- Sommeschlacht August/September
- Laucourt September/Oktober
- Somme Oktober bis Januar 1917

##### 1917
- Hinter der Front Januar/Februar
- Somme Februar bis März
- Ruhe um Vervins März/April
- Abwehr der französischen Frühjahrsoffensive am Chemin des Dames, April/Mai
- Argonnen Mai/Juni
- Durchbruch in Ostgalizien Juni bis Anfang August
- Eroberung von Riga August bis Anfang September
- Schlacht an der Laffaux-Ecke, September/Oktober
- St. Mihiel Oktober bis Januar 1918

##### 1918
- Metz Januar bis März
- Arras März
- Avre-Brückenkopf bei Mailly März/Mai
- Ruhe bei Landrecies Mai
- Villers-Cotterêts Ende Mai bis Mitte Juni
- Ruhe bei Beaurieux-Glennes Juni bis Mitte Juli
- Zweite Marne-Schlacht Juli
- Ruhe bei Montcornet August
- Somme August/September
- Siegfried-Stellung September
- Le Catelet und Römerstraße September/Oktober
- Flandern Oktober bis Anfang November

### Verbleib
Mit dem 27. November 1918 wurde das Regiment demobilisiert. Alle Reserveoffiziere und vor dem Jahr 1897 geborenen Mannschaften wurde entlassen und der Tross des Regiments aufgelöst.
Am 30. November 1918 wurde aus den Resten des Regiments ein Freiwilligen-Bataillon aufgestellt, das zum Grenzschutz Ost, zur Sicherung der deutschen Ostgrenze vor allem gegen polnische Nationalisten und die russische Rote Armee, nach Gleiwitz in Schlesien befördert wurde. Kommandeur des Bataillons war der ehemalige Regimentskommandeur Oberst Kundt. Das Bataillon übernahm in den nächsten vier Monaten im Rahmen der 2. Garde-Division die Sicherung des Abschnittes Lublinitz. In dieser Zeit stießen viele Freiwillige zum Bataillon.
Am 17. April 1919 beschloss Reichswehrminister Gustav Noske (SPD) den Einsatz von Reichswehrverbänden gegen die „Rote Armee“ der bayerischen Räterepublik in München. Am 24. April 1919 wurde das Bataillon nach Bayern verlegt und kam dort am 30. April 1919 im Bereitstellungsraum nördlich von München an. In München kam es zu teilweise heftigen Straßenkämpfen auch mit schweren Waffen und zahlreichen Toten auf beiden Seiten. Vom Bataillon fielen der Vizefeldwebel Lauterbach und der jüngste Grenadier, ein 16-jähriger Freiwilliger aus Lublinitz. Eine größere Anzahl wurde verwundet. Am 2. Mai 1919 konnten die Truppen der Münchner Räterepublik besiegt werden. Zwei weitere Soldaten fielen bei Schießereien nach Beendigung des Aufstandes.
Mitte Mai wurde das Bataillon wieder beim Grenzschutz Ost im Abschnitt Tarnowitz in Schlesien eingesetzt. Nach einigen Wochen verlegte das Bataillon nach Fürstenwalde/Spree.
Aus dem Bataillon wurde im Juli 1919 das I. Bataillon des Reichswehr-Infanterie-Regiments 51 gebildet. Das Bataillon wurde während des Kapp-Putsches in Berlin eingesetzt und hatte die Aufgabe, eine bewaffnete technische Formation zu entwaffnen.
Von Mai bis Dezember 1920 wurde das Bataillon mehrmals verkleinert und Soldaten entlassen. Mit dem 31. Dezember 1920 wurden die Abzeichen des Alexander-Regiments abgelegt. Die Reste des Bataillons kamen nach Spandau-Ruhleben in Garnison und aus ihnen wurde die 9. und 12. Kompanie des 9. (Preußisches) Infanterie-Regiments gebildet, die am 24. August 1921 die Tradition des ehemaligen Alexander-Regiments in der Reichswehr übernahm.
In der Wehrmacht führte das III. Bataillon des Infanterie-Regiments 67 (später Grenadier-Regiments 67) „Generaloberst von Seeckt“ die Tradition fort. Auch hier wurden traditionell zum Seitengewehr eine Troddel mit juchtenledernem Riemen (anstatt Stoffband) getragen zur Erinnerung an die Schlacht bei Cassano (1705). Außerdem durften auf dem Extra-Seitengewehr oder -Säbel auf den Griffschalen das goldene „Alexander-A“ mit Krone angebracht werden.

## Regimentschefs
| Name                        | Datum                                 |
| --------------------------- | ------------------------------------- |
| Alexander I. von Russland   | 19. Oktober 1814 bis 1. Dezember 1825 |
| Alexander II. von Russland  | 03. März 1871 bis 13. März 1881       |
| Alexander III. von Russland | 27. März 1881 bis 1. November 1894    |
| Nikolaus II. von Russland   | ab 20. November 1894                  |

## Kommandeure
| Dienstgrad                    | Name                                      | Datum                                                            |
| ----------------------------- | ----------------------------------------- | ---------------------------------------------------------------- |
| Major/ Oberstleutnant/ Oberst | Karl von Schachtmeyer                     | 14. Oktober 1814 bis 27. März 1825                               |
| Oberst                        | Friedrich Heinrich Ludwig von Pfuel       | 30. März 1825 bis 26. September 1829                             |
| Oberst                        | Alexander Trützschler von Falkenstein     | 27. September 1829 bis 13. Januar 1833                           |
| Major/ Oberstleutnant/ Oberst | Ferdinand von Voß-Buch                    | 14. Januar 1833 bis 6. September 1840                            |
| Oberst                        | Wilhelm von Thümen                        | 07. September 1840 bis 13. Dezember 1841                         |
| Oberstleutnant/ Oberst        | Eduard von Bonin                          | 14. Dezember 1841 bis 8. März 1848                               |
| Oberstleutnant                | Friedrich von Waldersee                   | 09. März bis 6. Mai 1848 (mit der Führung beauftragt)            |
| Oberstleutnant/Oberst         | Friedrich von Waldersee                   | 07. Mai 1848 bis 26. Dezember 1849                               |
| Oberst                        | Ludwig von Rauchhaupt                     | 27. Dezember 1849 bis 12. Oktober 1854                           |
| Oberst                        | Hans Paulus Herwarth von Bittenfeld       | 26. Oktober 1854 bis 13. August 1856                             |
| Oberst                        | Heinrich Adolf von Zastrow                | 14. August 1856 bis 7. Juli 1858                                 |
| Oberst                        | Louis von Alvensleben                     | 08. Juli 1858 bis 15. Januar 1859                                |
| Oberstleutnant/Oberst         | Friedrich von Clausewitz                  | 03. August 1858 bis 17. Januar 1859 (mit der Führung beauftragt) |
| Oberst                        | Friedrich von Clausewitz                  | 18. Januar 1859 bis 19. September 1861                           |
| Oberst                        | Constantin von Alvensleben                | 20. September 1861 bis 24. Juni 1864                             |
| Oberst                        | Hermann von Tresckow                      | 25. Juni 1864 bis 17. April 1865                                 |
| Oberst                        | Rudolph Otto von Budritzki                | 18. April 1865 bis 19. Mai 1866                                  |
| Oberst                        | Otto Knappe von Knappstädt                | 20. Mai 1866 bis 17. Juli 1870                                   |
| Oberst                        | Barnim von Zeuner                         | 18. Juli 1870 bis 1. Dezember 1873                               |
| Oberst                        | Botho von Wussow                          | 02. Dezember 1873 bis 31. Oktober 1879                           |
| Oberst                        | Hugo von Winterfeld                       | 01. November 1879 bis 19. September 1881                         |
| Oberst                        | Hans von Kaltenborn-Stachau               | 20. September 1881 bis 21. März 1884                             |
| Oberst                        | Rudolph von Unruhe                        | 22. März 1884 bis 11. Januar 1886                                |
| Oberst                        | Benno von Henninges                       | 12. Januar 1886 bis 18. September 1888                           |
| Oberst                        | Hermann von Rauchhaupt                    | 19. September 1888 bis 26. Januar 1890                           |
| Oberstleutnant                | Ernst von Bülow                           | 27. Januar bis 23. März 1890 (mit der Führung beauftragt)        |
| Oberst                        | Ernst von Bülow                           | 24. März 1890 bis 17. April 1893                                 |
| Oberst                        | Georg von Sausin de Montanières           | 18. April 1893 bis 11. September 1896                            |
| Oberst                        | Helmuth Johannes Ludwig von Moltke        | 12. September 1896 bis 24. März 1899                             |
| Oberst                        | Reinhard von Scheffer-Boyadel             | 25. März 1899 bis 17. April 1901                                 |
| Oberstleutnant                | Dedo von Schenck                          | 18. April bis 17. Mai 1901                                       |
| Oberst                        | Dedo von Schenck                          | 18. Mai 1901 bis 26. Januar 1905                                 |
| Oberst                        | Otto von Plüskow                          | 27. Januar 1905 bis 1. Mai 1908                                  |
| Oberst                        | August von Bauer                          | 02. Mai bis 26. Oktober 1908                                     |
| Oberstleutnant                | Friedrich von Kleist                      | 27. Oktober 1908 bis 19. April 1909                              |
| Oberst                        | Friedrich von Kleist                      | 20. April 1909 bis 21. März 1910                                 |
| Oberst                        | Hans Schach von Wittenau                  | 22. März 1910 bis 3. Juli 1913                                   |
| Oberst                        | Bernhard Finck von Finckenstein           | 04. Juli 1913 bis 9. September 1914                              |
| Major                         | Linker                                    | 10. bis 19. September 1914 (mit der Führung beauftragt)          |
| Major                         | Walter Kortegarn                          | 19. September bis 6. Oktober 1914 (mit der Führung beauftragt)   |
| Oberst                        | Alexis von Stein-Liebenstein zu Barchfeld | 28. Dezember 1914 bis 2. Januar 1917                             |
| Oberst                        | Hans Kundt                                | 03. Januar 1917 bis 1. März 1918                                 |
| Major                         | Fritz von Wedekind                        | 01. März 1918 bis 19. Januar 1919                                |
| Oberst                        | Hans Kundt                                | 20. Januar 1919 bis Auflösung                                    |

Oberst Graf Finck von Finckenstein
Major Linker
Major Kortegarn
Oberst von Stein-Liebenstein zu Barchfeld
Oberst Kundt
Oberstleutnant Freiherr von Wedekind

## Uniform

Stabsoffizier des Garde-Grenadier-Regiments Nr. 1 im Paradeaufzug (um 1900). Beachte das birnenförmige „Feldzeichen“ aus Silberschnur mit schwarzer Füllung, das Offiziere anstelle des Bommels der Mannschaften an der Spitze der fridrizianischen Genadiermütze (M 1824) trugen. Ebenfalls (besonders gut an den brandenburgischen Aufschlagspatten) zu erkennen sind die besonderen Stickereien, die Offiziere der Garde-Grenadier-Regimenter 1 bis 4 anstelle der Litzen am Stehkragen und an den Aufschlägen trugen.

Das Alexander-Regiment trug einen blauen Rock mit ponceaurotem Kragen, die Schulterklappen waren weiß mit Namenszug aus roter Kordel (verschnörkeltes lateinisches „A“ unter einer Zarenkrone, darunter eine arabische 1). Die Waffenröcke hatten brandenburgische Aufschläge mit dunkelblauen Patten und drei waagerechten Litzen. Am Helm wurde der Gardeadler mit Stern getragen; zu Paraden wurde ein weißer Helmbusch angelegt, das Füsilier-Bataillon legte einen schwarzen Helmbusch an. Die Hoboisten (Militaermusiker) des Regiments trugen einen roten Helmbusch.
Ab dem 18. Januar 1834 durfte das Regiment die Garde-Litzen am Kragen der Mannschaften anlegen (Offiziere hatten eine Stickerei seit der Errichtung). Seit dem 22. März 1874 beziehungsweise 14. April 1874 eine Stickerei beziehungsweise Litzen auf den Ärmelpatten.
Im März 1894 wurden dem Regiment vom Kaiser die Grenadiermützen verliehen, die vorher das 1. Garde-Regiment getragen hatte. 1824 wurden diese Grenadiermützen von Zar Alexander I. dem 1. Garde-Regiment verliehen. Als Vorbild dienten die Mützen des russischen Leibgarderegiments „Pawlow“; einzig die Prägung des messingnen Mützenblechs war verschieden: hier war es der Stern des Schwarzen Adlerordens und darüber die preußische Königskrone, bei Mannschaften aus Weißmetall, bei Offizieren aus Silber.
Als das Regiment zum ersten Mal am 14. März 1894 vor dem Kaiser mit den neuen Mützen paradierte, hielt er folgende Ansprache:

„Ich habe euch diese Grenadier-Mützen gegeben als ein Zeichen des Dankes für die bisherige stramme Haltung des Regiments, für die hervorragenden Leistungen im Kriege und für mein Haus, und auch aus dem Grunde, weil das Regiment Alexander fast nur aus Grenadier-Bataillonen der alten Friederizianischen Armee zusammengesetzt ist …“

Als Auszeichnung und zur Erinnerung trugen ab dem 13. Dezember 1842 die 7. und die 8. Kompanie eine Säbel-Troddel mit juchtenledernem Riemen an der Seitenwaffe, wie sie den Grenadieren des Regiments Schöning für die Schlacht bei Cassano verliehen worden war.

## Denkmäler
Auf dem Garnisonsfriedhof in Berlin-Neukölln, Columbiadamm, befindet sich ein Denkmal der Gefallenen des Regiments. Das Denkmal steht seit 1957 an diesem Standort (vorher befand es sich in Berlin-Hasenheide), der Künstler ist Kurt Kluge. Das Denkmal zeigt einen knienden barhäuptigen Soldaten, den am 8. September 1914 in der Marneschlacht gefallenen, mit Kluge befreundeten, Eberhard Freiherr von der Recke von dem Horst im Zeitpunkt seines Todes, eine Fahne haltend. An den Seiten der Namenszug des Regiments.
Im Garten der Ressource (Offizierkasino) stand ein Denkmal mit einer bei den Dresdner Straßenkämpfen eroberten Kanone zur Erinnerung an die im Mai 1849 Gefallenen. Im lothringischen Amanweiler steht ein Denkmal zur Erinnerung an die Gefallenen des Tages von St. Privat und in der Garnisonkirche Berlin in der Neue Friedrichstraße war für die Gefallenen des Regiments eine Gedenktafel angebracht.

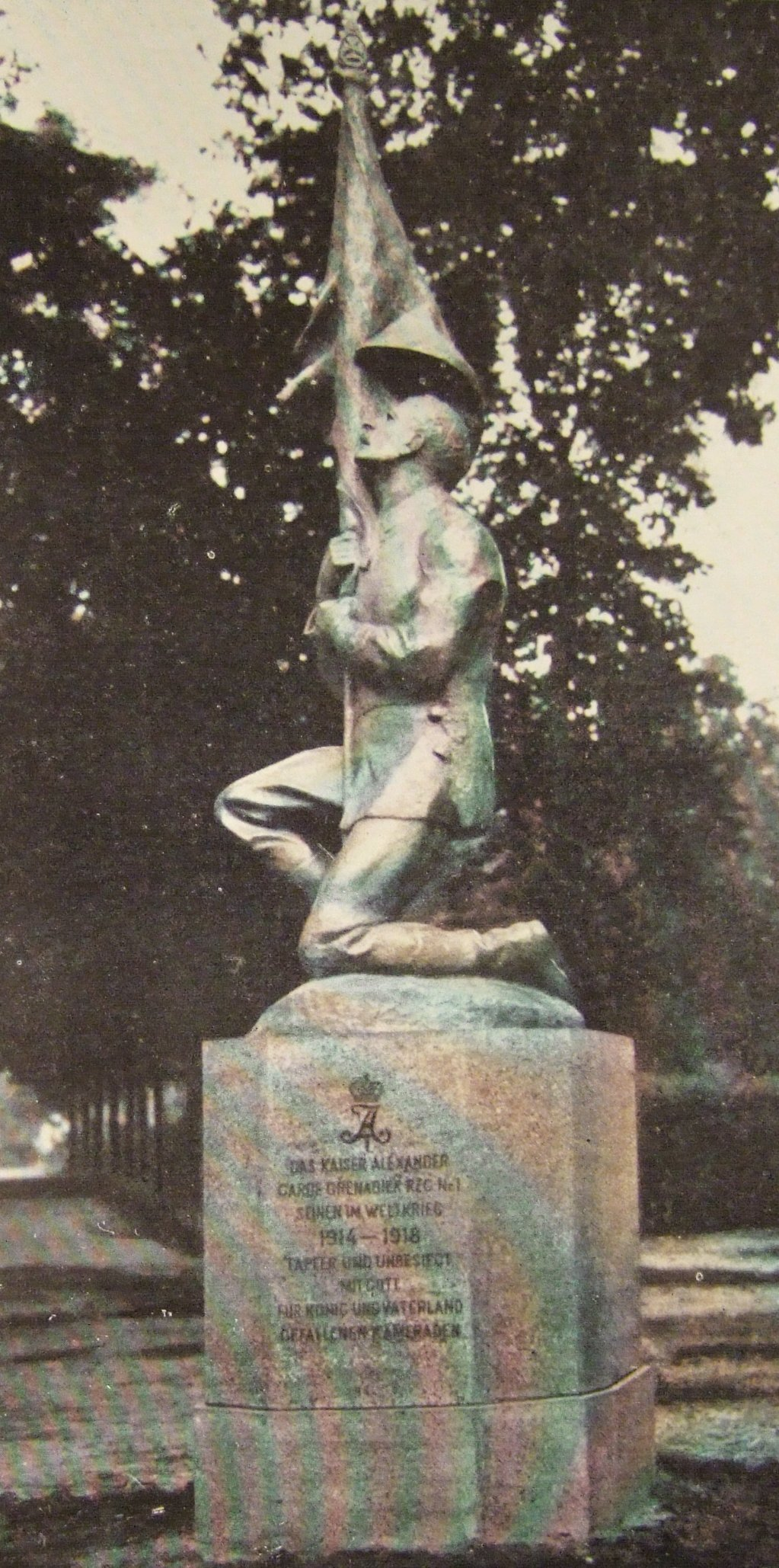
Denkmal am alten Standort Hasenheide
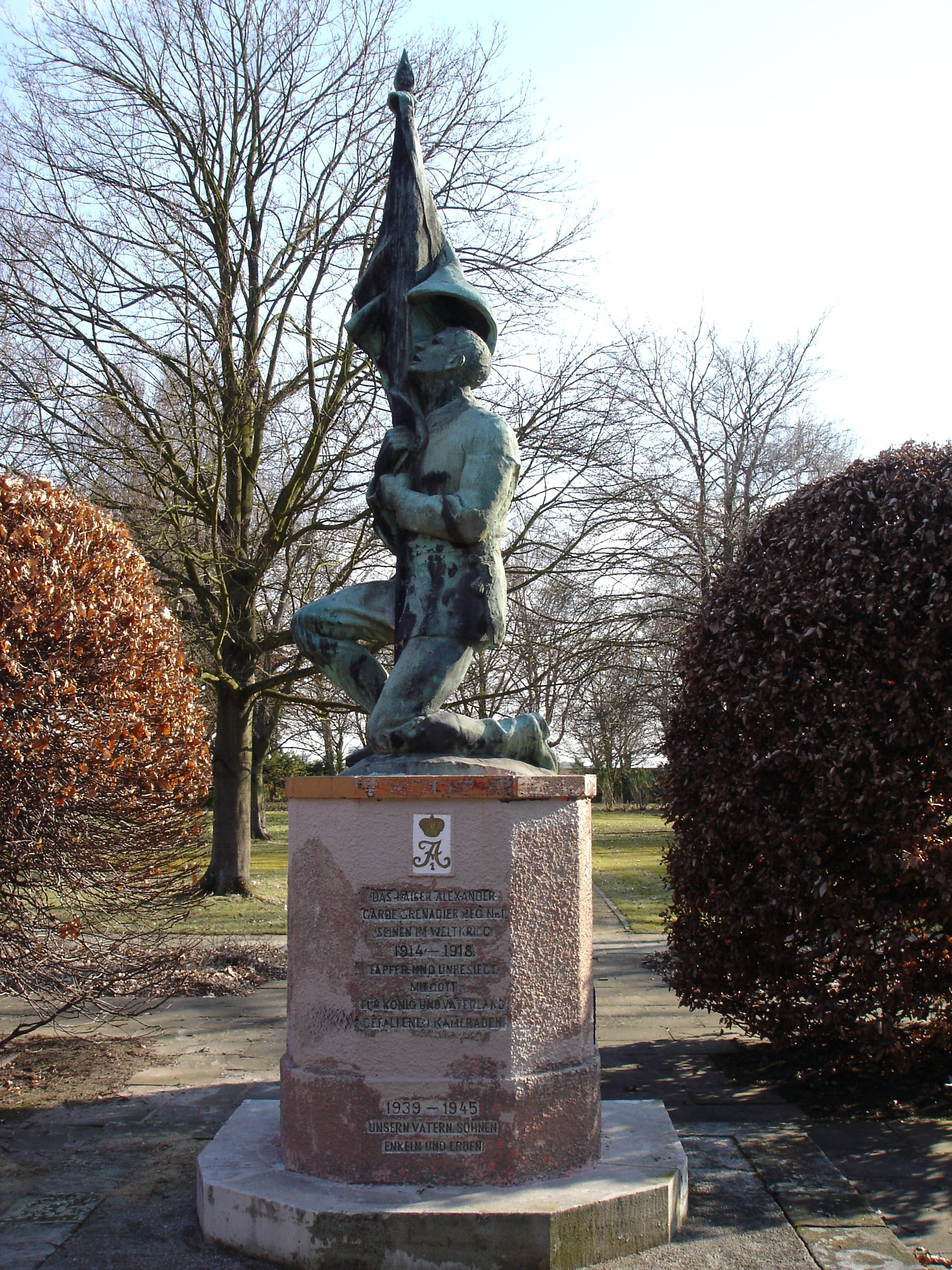
Denkmal am neuen Standort Neuer Garnisonsfriedhof Columbiadamm
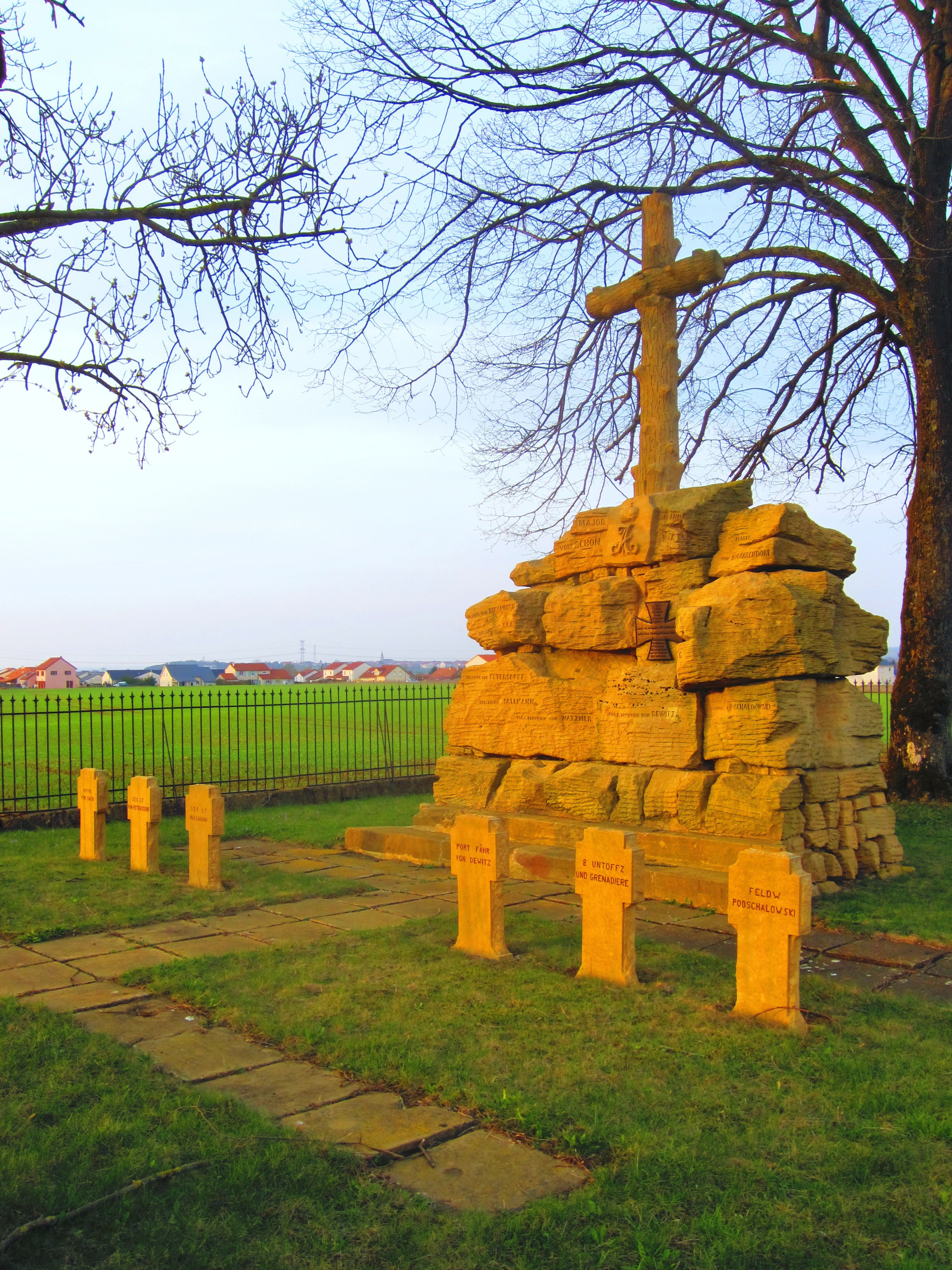
Denkmal Amanweiler
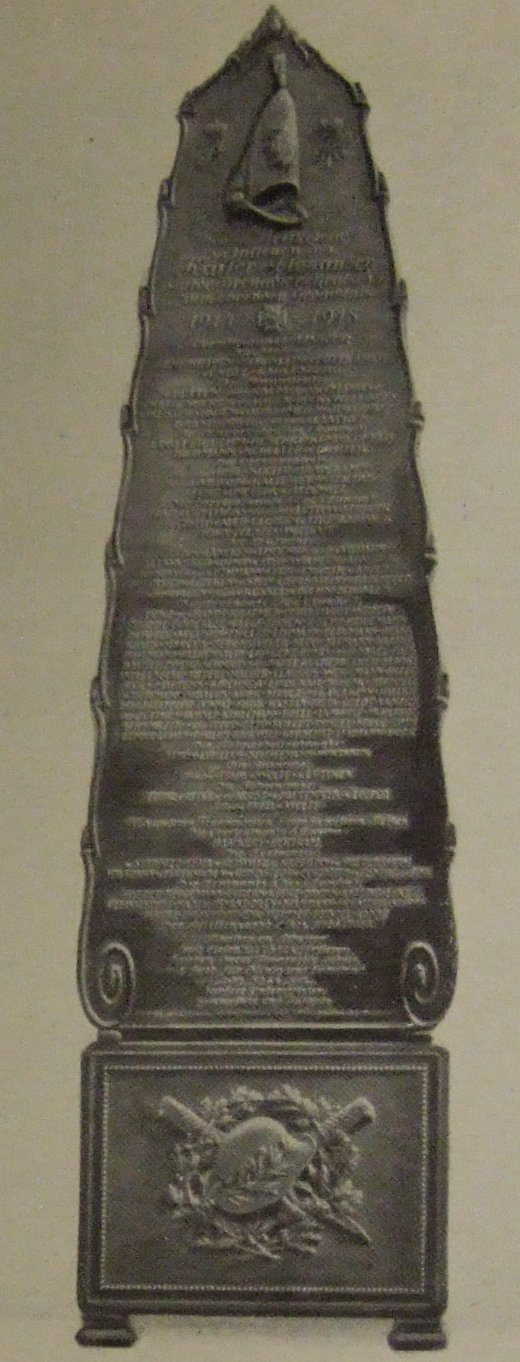
Gedenktafel in der Garnisonkirche Berlin
Denkmal in der Ressource (Offizierskasino) zur Erinnerung an die in Dresden 1849 Gefallenen

## Beispiele für Reservistika des Regiments

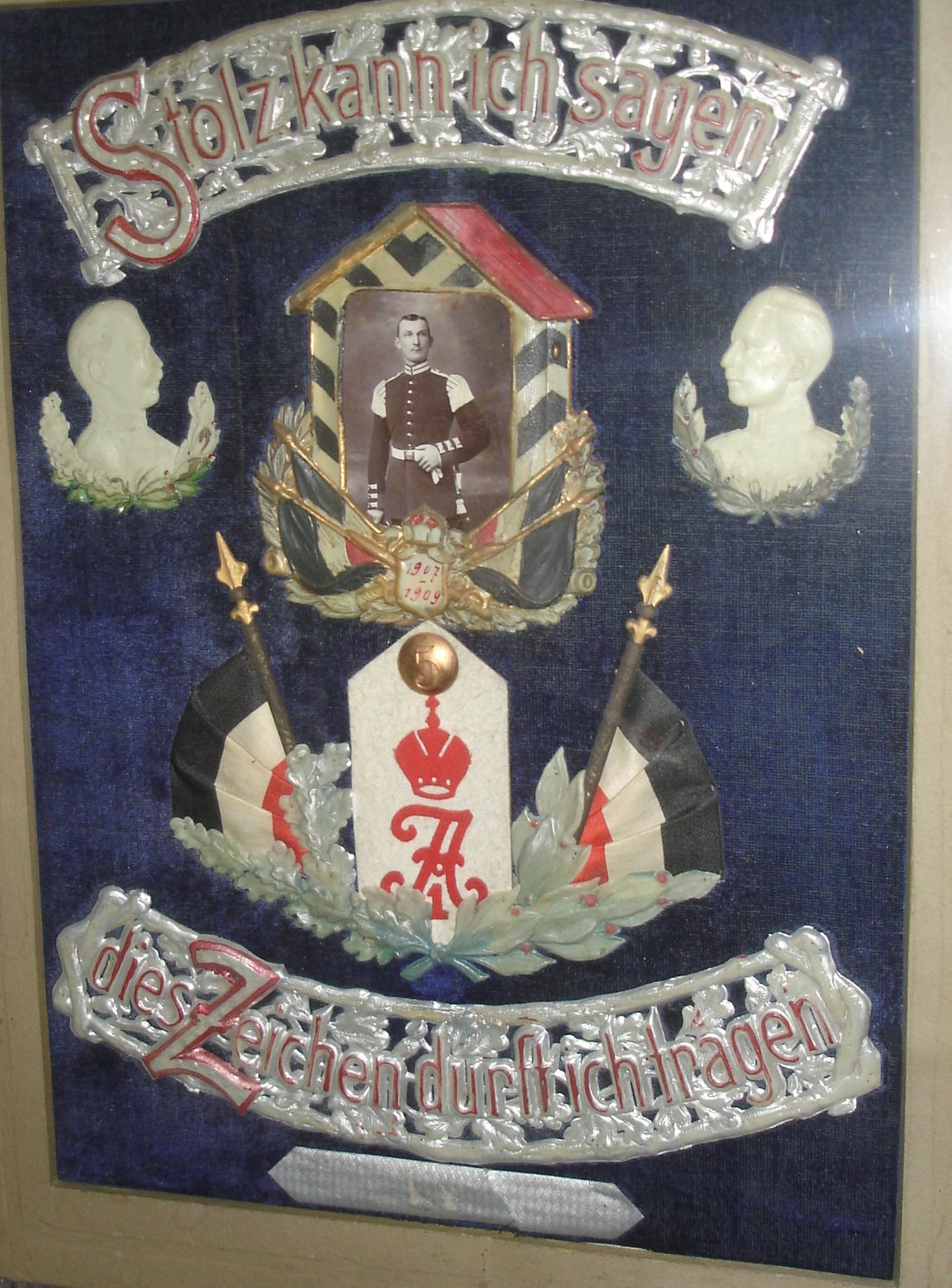
Reservistenbild
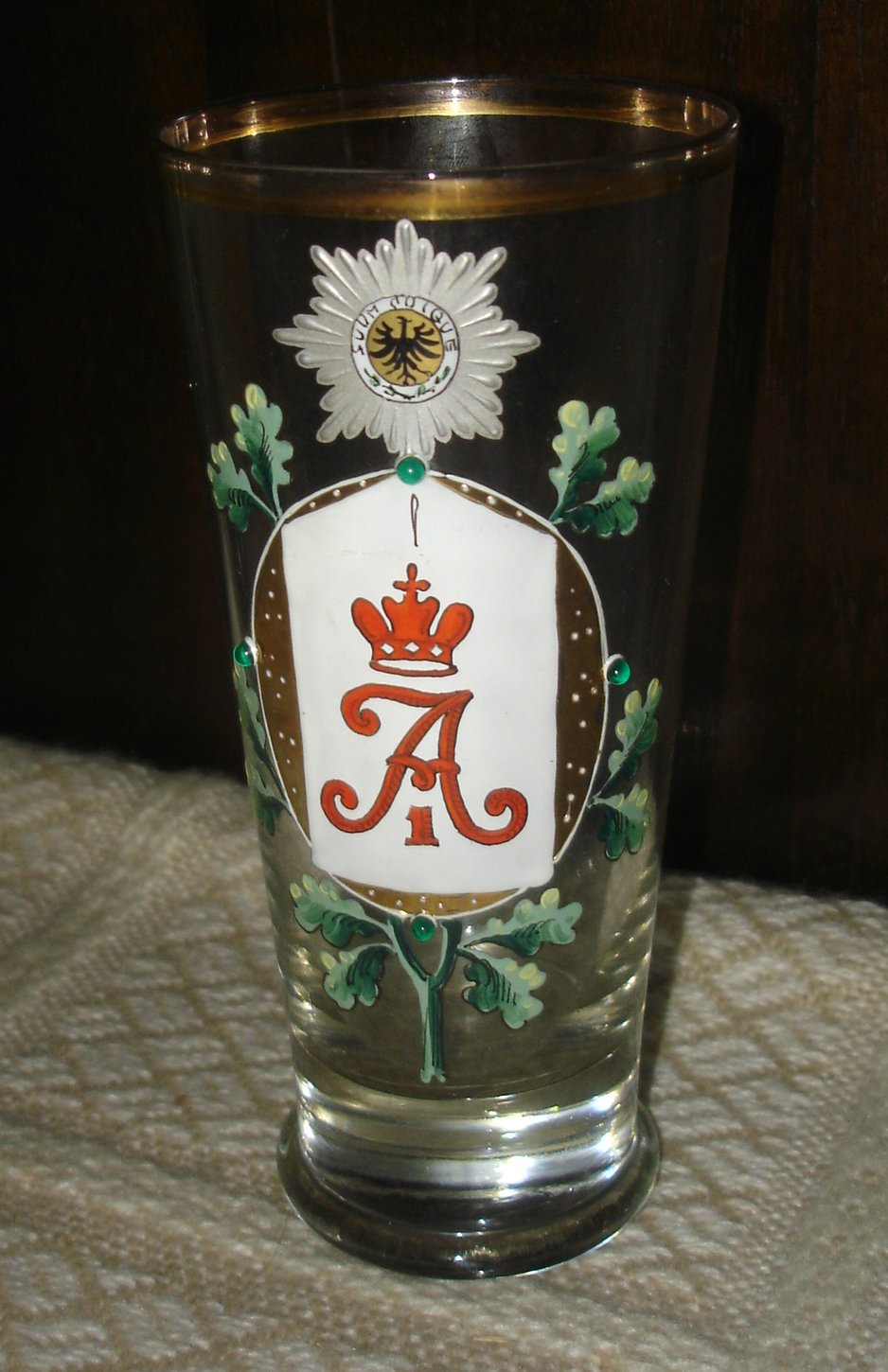
Glaspokal
Schutzhülle für Militärpaß
Erinnerungsband an Reservistentreffen
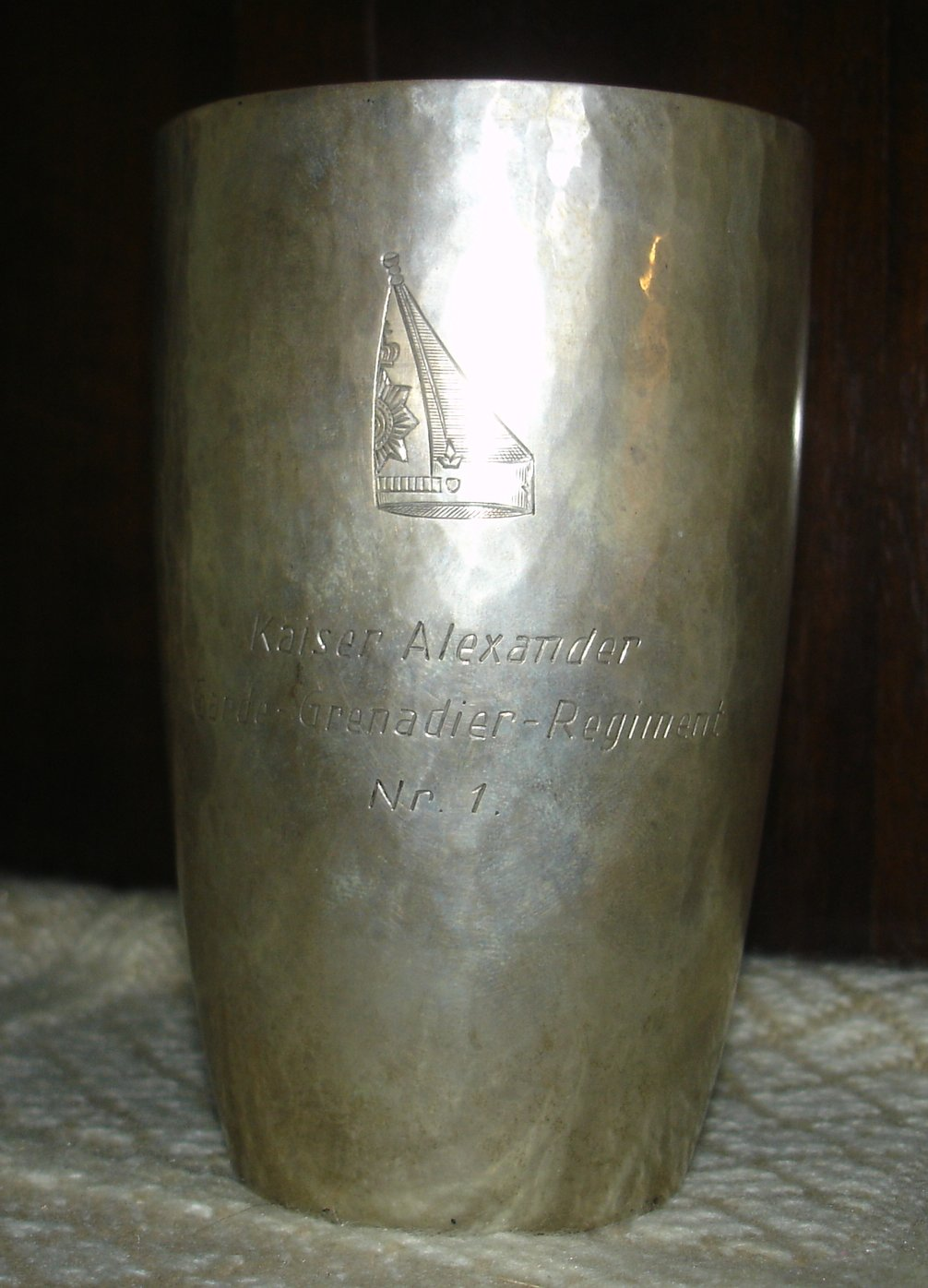
Silberbecher mit Gravur